# Nizozemska rukometna reprezentacija
Nizozemska rukometna reprezentacija predstavlja državu Nizozemsku u športu rukometu.
Trenutačni izbornik: Staffan Olsson
Krovna organizacija: Nizozemski rukometni savez
Najveći uspjeh do sada je 10. mjesto na Europskom prvenstvu 2022. godine.

## Nastupi u kvalifikacijama za SP
(popis nepotpun)
Na izlučnim natjecanjima za sudjelovanje na SP 2007., natjecanje su okončali na 3. mjestu u skupini 1. 
Do sada su dva puta sudjelovali na Svjetskim prvenstvima.